# 多德冰原島峰
71°50′S 160°24′E / 71.833°S 160.400°E
多德冰原島峰（英語：Dodd Nunatak），是南極洲的冰原島峰，位於維多利亞地的彭內爾海岸，處於科克斯山以西5公里，屬於烏薩爾普山脈的一部分，美國地質調查局根據測量和該國海軍的空中照片繪入地圖，現時由南極條約體系管理。